# Roger Haudegand
Roger Haudegand (nacido el 20 de febrero de 1932 en Francia), es un exjugador de baloncesto francés. Consiguió una medalla de bronce con Francia en el Eurobasket del año 1953.